# Шенандоа (Вірджинія)
Шенандоа (англ. Shenandoah) — місто (англ. town) в США, в окрузі Пейдж штату Вірджинія. Населення — 2486 осіб (2020).

## Географія
Шенандоа розташована за координатами 38°29′14″ пн. ш. 78°36′59″ зх. д. / 38.48722° пн. ш. 78.61639° зх. д. (38.487131, -78.616451).  За даними Бюро перепису населення США в 2010 році місто мало площу 5,87 км², з яких 5,64 км² — суходіл та 0,23 км² — водойми.

## Демографія
Згідно з переписом 2010 року, у місті мешкали 2373 особи в 968 домогосподарствах у складі 648 родин. Густота населення становила 405 осіб/км².  Було 1076 помешкань (183/км²).
Расовий склад населення:
| - 96,3 % — білих - 1,4 % — чорних або афроамериканців - 0,3 % — корінних американців - 0,3 % — азіатів |

До двох чи більше рас належало 1,1 %. Частка іспаномовних становила 1,8 % від усіх жителів.
За віковим діапазоном населення розподілялося таким чином: 24,5 % — особи молодші 18 років, 60,4 % — особи у віці 18—64 років, 15,1 % — особи у віці 65 років та старші. Медіана віку мешканця становила 38,8 року. На 100 осіб жіночої статі у місті припадало 84,1 чоловіків;  на 100 жінок у віці від 18 років та старших — 81,6 чоловіків також старших 18 років.
Середній дохід на одне домашнє господарство  становив 49 174 долари США (медіана — 40 139), а середній дохід на одну сім'ю — 55 623 долари (медіана — 49 677). Медіана доходів становила 42 885 доларів для чоловіків та 31 005 доларів для жінок. За межею бідності перебувало 13,5 % осіб, у тому числі 15,2 % дітей у віці до 18 років та 4,1 % осіб у віці 65 років та старших.
Цивільне працевлаштоване населення становило 1118 осіб. Основні галузі зайнятості: виробництво — 19,1 %, освіта, охорона здоров'я та соціальна допомога — 17,8 %, науковці, спеціалісти, менеджери — 15,2 %.